# Gonzalo Zárate
Gonzalo Eulogio Zárate (* 6. August 1984 in Rosario, Argentinien) ist ein argentinisch-schweizerischer ehemaliger Fußballspieler.

## Karriere
Gonzalo Zárate begann mit dem Fußball in den Jugendmannschaften des CA Lanús und CA Tiro Federal. Bevor er in die Schweiz wechselte, spielte Zárate in der Primera B Nacional, der zweiten argentinischen Liga, für den PCC San José. Sein erster Verein in der Schweiz war der SC Kriens, für den er in fünf Spielen fünf Treffer erzielen konnte. Nach nur zwei Monaten wurde er an den Grasshopper Club Zürich verliehen, die ihn nach dem Ende des Leihvertrages definitiv verpflichteten. In der Saison 2009/10 wurde er mit 14 Treffern zum besten Torschützen der Mannschaft und belegte mit den Zürchern den dritten Rang in der Axpo Super League. Am 18. Mai 2010 wurde sein Wechsel zum österreichischen Meister FC Red Bull Salzburg bekannt gegeben. Nach seiner zweiten Saison, in der er mit Salzburg die österreichische Meisterschaft sowie den Pokalwettbewerb gewinnen konnte, kehrte er im August 2012 in die Schweiz zurück und unterzeichnete einen Vertrag bis zum Sommer 2014 bei den Young Boys Bern. Nach einer weiteren Saison bei den Berner wurde sein auslaufender Vertrag nicht mehr verlängert, wodurch er im Sommer 2015 zum Kantonsrivalen FC Thun wechselte. Nach nur einer Saison, in derer er in 27 Spielen keinen Treffer erzielen konnte, gab der FC Vaduz seine Verpflichtung bekannt. Er unterzeichnete einen Zweijahresvertrag bis zum Sommer 2018.

## Titel und Erfolge
FC Red Bull Salzburg
- Österreichischer Meister: 2012
- Österreichischer Cupsieger: 2012

FC Vaduz
- Liechtensteiner Cupsieger: 2017